# Robert Garbe
Robert Garbe (Opole, 9 gennaio 1847 – Berlino, 23 maggio 1932) è stato un ingegnere meccanico tedesco, specialista in progettazione e costruzione di locomotive a vapore.

## Biografia
Nacque a Opole, nell'alta Slesia, il 9 gennaio del 1847, da un fabbro, Ferdinand Garbe e frequentò ivi le scuole di base imparando il mestiere del padre. Il desiderio di accrescere le sue conoscenze tecniche lo condusse a Breslavia, dove lavorò nel cantiere principale della ferrovia dell'alta Slesia prendendo poi l'abilitazione a conduttore di caldaie nel 1867. Dopo aver frequentato a Brzeg la scuola di arti e mestieri distinguendosi per l'impegno nel 1869 ebbe accesso alla Reale accademia prussiana di Berlino dove nel 1872 si laureò con il massimo dei voti in tutte le discipline.
Garbe divenne presto direttore dell'officina della ferrovia Centrale di Francoforte sull'Oder. Nel 1877 il ministero gli affidò la direzione di quella di Berlino Rummelsburg. Nel 1895 Garbe venne nominato contemporaneamente capo della Divisione delle ferrovie prussiane di Berlino e Capo Dipartimento progetti e acquisizione delle locomotive. 
Nel 1907 a Berlino venne istituito l'Ufficio centrale delle ferrovie della Prussia e quivi Garbe propugnò l'uso delle macchine a vapore surriscaldato nonché della progettazione di locomotive di facile manutenzione, ma di grande affidabilità e prestazione. Un esempio classico del suo lavoro è la Locomotiva prussiana P 8. 
I più significativi e prestigiosi riconoscimenti Garbe li ottenne dopo aver lasciato il suo servizio di stato. La "Technische Hochschule Berlin-Charlottenburg" lo insignì del dottorato in alta ingegneria in riconoscimento dei suoi contributi nello sviluppo della tecnica del vapore surriscaldato sulle locomotive. Morì il 23 maggio 1932 a Berlino.